# Campionati europei di sollevamento pesi 2015
I Campionati europei di sollevamento pesi 2015, 96ª edizione maschile e 28ª femminile della manifestazione, si sono svolti dall'11 al 18 aprile a Tbilisi, in Georgia, allo Sports Palace Tbilisi.
In base alle variazioni avvenute nel corso del suo svolgimento, l'edizione è conteggiata come:
- la 74ª effettivamente organizzata;
- la 94ª secondo la numerazione della EWF;
- la 96ª secondo la numerazione della IWF.

## Squalifiche
Le competizioni furono caratterizzate da nove squalifiche:
- Bünyamin Sezer nei pesi piuma maschili, che giunse secondo;
- Dimitris Minasidis nei pesi piuma maschili, che giunse quinto;
- Anatolii Cîrîcu nei pesi mediomassimi maschili, che giunse quinto;
- Andrian Zbirnea nei pesi massimi maschili, che giunse secondo;
- Davit Gogia nei pesi massimi maschili, che giunse nono;
- Oleg Proshak nei pesi supermassimi maschili, che vinse la gara;
- Chingiz Mogushkov nei pesi supermassimi maschili, che giunse terzo;
- Nurcan Taylan nei pesi gallo femminili, che giunse seconda;
- Hripsime Khurshudyan nei pesi massimi femminili, che giunse quarta.

Inoltre, undici atleti bulgari sono risultati positivi poco prima dell'inizio dei campionati, motivo per cui il paese ha schierato un solo sollevatore.

## Titoli in palio
Sono stati assegnati 15 titoli nel totale dell'esercizio (45 considerando anche le due specialità, lo strappo e lo slancio) in 8 categorie maschili e 7 femminili, sotto elencate.
Categorie maschili
| Categoria            | Eventi         | Atleti | Gruppi |
| -------------------- | -------------- | ------ | ------ |
| Pesi gallo           | Fino a 56 kg   | 10     | 1      |
| Pesi piuma           | Fino a 62 kg   | 12     | 2      |
| Pesi leggeri         | Fino a 69 kg   | 11     | 2      |
| Pesi medi            | Fino a 77 kg   | 20     | 2      |
| Pesi massimi leggeri | Fino a 85 kg   | 20     | 2      |
| Pesi mediomassimi    | Fino a 94 kg   | 21     | 2      |
| Pesi massimi         | Fino a 105 kg  | 25     | 3      |
| Pesi supermassimi    | Oltre i 105 kg | 17     | 2      |

Categorie femminili
| Categoria            | Eventi        | Atlete | Gruppi |
| -------------------- | ------------- | ------ | ------ |
| Pesi gallo           | Fino a 48 kg  | 9      | 2      |
| Pesi piuma           | Fino a 53 kg  | 14     | 2      |
| Pesi leggeri         | Fino a 58 kg  | 15     | 2      |
| Pesi medi            | Fino a 63 kg  | 15     | 2      |
| Pesi massimi leggeri | Fino a 69 kg  | 18     | 2      |
| Pesi massimi         | Fino a 75 kg  | 13     | 2      |
| Pesi supermassimi    | Oltre i 75 kg | 11     | 2      |

## Calendario eventi
Il 17 dicembre 2014 viene diffuso il calendario dei titoli da assegnare nelle otto giornate di gare.
| Giorno→ Categoria ↓ | Sa 11 | Do 12 | Lu 13 | Ma 14 | Me 15 | Gi 16 | Ve 17 | Sa 18 |
| ------------------- | ----- | ----- | ----- | ----- | ----- | ----- | ----- | ----- |
| 56 kg               | ●     |       |       |       |       |       |       |       |
| 62 kg               |       | ●     |       |       |       |       |       |       |
| 69 kg               |       | ●     |       |       |       |       |       |       |
| 77 kg               |       |       |       | ●     |       |       |       |       |
| 85 kg               |       |       |       |       |       | ●     |       |       |
| 94 kg               |       |       |       |       |       |       | ●     |       |
| 105 kg              |       |       |       |       |       |       |       | ●     |
| +105 kg             |       |       |       |       |       |       |       | ●     |

| Giorno→ Categoria ↓ | Sa 11 | Do 12 | Lu 13 | Ma 14 | Me 15 | Gi 16 | Ve 17 | Sa 18 |
| ------------------- | ----- | ----- | ----- | ----- | ----- | ----- | ----- | ----- |
| 48 kg               | ●     |       |       |       |       |       |       |       |
| 53 kg               |       | ●     |       |       |       |       |       |       |
| 58 kg               |       |       | ●     |       |       |       |       |       |
| 63 kg               |       |       |       |       | ●     |       |       |       |
| 69 kg               |       |       |       |       |       | ●     |       |       |
| 75 kg               |       |       |       |       |       |       | ●     |       |
| +75 kg              |       |       |       |       |       |       |       | ●     |

## Nazioni partecipanti
Le nazioni che hanno partecipato ai campionati furono 38 per un totale di 231 partecipanti (136 atleti e 95 atlete). Tra parentesi i partecipanti per nazione.
- Albania  (2)
- Armenia  (10)
- Austria  (2)
- Azerbaigian  (6)
- Belgio  (2)
- Bielorussia  (11)
- Bulgaria  (1)
- Cipro  (1)
- Croazia  (5)
- Danimarca  (9)
- Estonia  (3)
- Finlandia  (12)
- Francia  (5)
- Georgia  (10)
- Germania  (4)
- Grecia  (3)
- Irlanda  (9)
- Israele  (2)
- Italia  (8)
- Kosovo  (1)
- Lettonia  (3)
- Lituania  (6)
- Moldavia  (9)
- Norvegia  (4)
- Paesi Bassi  (2)
- Polonia  (15)
- Regno Unito  (2)
- Rep. Ceca  (6)
- Romania  (8)
- Russia  (15)
- Serbia  (2)
- Slovacchia  (4)
- Slovenia  (1)
- Spagna  (9)
- Svezia  (3)
- Turchia  (15)
- Ucraina  (15)
- Ungheria  (7)

## Risultati
Sono stati stabiliti tre record europei: uno nel totale dell'esercizio, due nelle singole specialità.

### Categorie maschili
| Evento  | Oro                 | Oro    | Argento             | Argento | Bronzo              | Bronzo |
| ------- | ------------------- | ------ | ------------------- | ------- | ------------------- | ------ |
| 56 kg   |                     |        |                     |         |                     |        |
| Strappo | Josué Brachi        | 118 kg | Mirco Scarantino    | 118 kg  | İsmet Algül         | 114 kg |
| Slancio | Oleg Sîrghi         | 151 kg | Smbat Margaryan     | 146 kg  | Mirco Scarantino    | 141 kg |
| Totale  | Oleg Sîrghi         | 264 kg | Smbat Margaryan     | 259 kg  | Mirco Scarantino    | 259 kg |
| 62 kg   |                     |        |                     |         |                     |        |
| Strappo | Valentin Hristov    | 135 kg | Florin Croitoru     | 134 kg  | Pavel Sukhanov      | 130 kg |
| Slancio | Valentin Hristov    | 160 kg | Emrah Aydın         | 155 kg  | Florin Croitoru     | 153 kg |
| Totale  | Valentin Hristov    | 295 kg | Florin Croitoru     | 287 kg  | Pavel Sukhanov      | 283 kg |
| 69 kg   |                     |        |                     |         |                     |        |
| Strappo | Daniyar İsmayilov   | 156 kg | Bernardin Matam     | 146 kg  | Sergej Petrov       | 146 kg |
| Slancio | Daniyar İsmayilov   | 181 kg | Sergej Petrov       | 176 kg  | Bernardin Matam     | 175 kg |
| Totale  | Daniyar İsmayilov   | 337 kg | Sergej Petrov       | 322 kg  | Bernardin Matam     | 321 kg |
| 77 kg   |                     |        |                     |         |                     |        |
| Strappo | Andranik Karapetyan | 164 kg | Tigran Martirosyan  | 160 kg  | Victor Getts        | 160 kg |
| Slancio | Afgan Bayramov      | 192 kg | Tigran Martirosyan  | 191 kg  | Victor Getts        | 191 kg |
| Totale  | Tigran Martirosyan  | 351 kg | Victor Getts        | 351 kg  | Andranik Karapetyan | 350 kg |
| 85 kg   |                     |        |                     |         |                     |        |
| Strappo | Iurie Bulat         | 172 kg | Mikalai Novikau     | 166 kg  | Alexandru Dudoglo   | 165 kg |
| Slancio | Benjamin Hennequin  | 202 kg | Alexey Yufkin       | 198 kg  | Alexandru Dudoglo   | 197 kg |
| Totale  | Benjamin Hennequin  | 367 kg | Alexandru Dudoglo   | 362 kg  | Mikalai Novikau     | 361 kg |
| 94 kg   |                     |        |                     |         |                     |        |
| Strappo | Aurimas Didžbalis   | 182 kg | Četag Čugaev        | 180 kg  | Łukasz Grela        | 178 kg |
| Slancio | Aurimas Didžbalis   | 221 kg | Četag Čugaev        | 219 kg  | Aliaksandr Venskel  | 209 kg |
| Totale  | Aurimas Didžbalis   | 403 kg | Četag Čugaev        | 399 kg  | Aliaksandr Venskel  | 386 kg |
| 105 kg  |                     |        |                     |         |                     |        |
| Strappo | Bartłomiej Bonk     | 185 kg | Gennady Muratov     | 183 kg  | Simon Martirosyan   | 181 kg |
| Slancio | Arkadiusz Michalski | 227 kg | Bartłomiej Bonk     | 223 kg  | Artūrs Plēsnieks    | 221 kg |
| Totale  | Bartłomiej Bonk     | 408 kg | Arkadiusz Michalski | 399 kg  | Gennady Muratov     | 398 kg |
| +105 kg |                     |        |                     |         |                     |        |
| Strappo | Irakli Turmanidze   | 201 kg | Almir Velagić       | 193 kg  | Péter Nagy          | 189 kg |
| Slancio | Irakli Turmanidze   | 234 kg | Daniel Dołęga       | 230 kg  | Péter Nagy          | 228 kg |
| Totale  | Irakli Turmanidze   | 435 kg | Almir Velagić       | 418 kg  | Daniel Dołęga       | 417 kg |

### Categorie femminili
| Evento  | Oro               | Oro    | Argento               | Argento | Bronzo                | Bronzo |
| ------- | ----------------- | ------ | --------------------- | ------- | --------------------- | ------ |
| 48 kg   |                   |        |                       |         |                       |        |
| Strappo | Genny Pagliaro    | 81 kg  | Sibel Özkan           | 80 kg   | Jana D'jačenko        | 80 kg  |
| Slancio | Sibel Özkan       | 99 kg  | Anaïs Michel          | 98 kg   | Monica Csengeri       | 98 kg  |
| Totale  | Sibel Özkan       | 179 kg | Genny Pagliaro        | 176 kg  | Anaïs Michel          | 174 kg |
| 53 kg   |                   |        |                       |         |                       |        |
| Strappo | Julija Paratova   | 90 kg  | Atenery Hernández     | 83 kg   | Julia Schwarzbach     | 83 kg  |
| Slancio | Julija Paratova   | 110 kg | Ayşegül Çoban         | 109 kg  | Julia Schwarzbach     | 103 kg |
| Totale  | Julija Paratova   | 200 kg | Julia Schwarzbach     | 186 kg  | Ayşegül Çoban         | 184 kg |
| 58 kg   |                   |        |                       |         |                       |        |
| Strappo | Bojanka Kostova   | 109 kg | Natalia Grishina      | 93 kg   | Irina Lepșa           | 91 kg  |
| Slancio | Bojanka Kostova   | 137 kg | Irina Lepșa           | 114 kg  | Aleksandra Klejnowska | 113 kg |
| Totale  | Bojanka Kostova   | 246 kg | Irina Lepșa           | 205 kg  | Aleksandra Klejnowska | 202 kg |
| 63 kg   |                   |        |                       |         |                       |        |
| Strappo | Yuliya Kalina     | 106 kg | Nadežda Lichačёva     | 105 kg  | Giorgia Bordignon     | 97 kg  |
| Slancio | Yuliya Kalina     | 132 kg | Nadežda Lichačёva     | 118 kg  | Giorgia Bordignon     | 117 kg |
| Totale  | Yuliya Kalina     | 238 kg | Nadežda Lichačёva     | 223 kg  | Giorgia Bordignon     | 214 kg |
| 69 kg   |                   |        |                       |         |                       |        |
| Strappo | Dzina Sazanavets  | 115 kg | Iana Kondrashova      | 105 kg  | Ruth Kasirye          | 105 kg |
| Slancio | Dzina Sazanavets  | 140 kg | Iana Kondrashova      | 130 kg  | Anastassiya Ibrahimli | 130 kg |
| Totale  | Dzina Sazanavets  | 255 kg | Iana Kondrashova      | 235 kg  | Anastassiya Ibrahimli | 233 kg |
| 75 kg   |                   |        |                       |         |                       |        |
| Strappo | Lidia Valentín    | 118 kg | Dar'ja Pačabut        | 117 kg  | Gaëlle Nayo-Ketchanke | 111 kg |
| Slancio | Lidia Valentín    | 145 kg | Gaëlle Nayo-Ketchanke | 137 kg  | Ekaterina Jutvolina   | 133 kg |
| Totale  | Lidia Valentín    | 263 kg | Gaëlle Nayo-Ketchanke | 248 kg  | Dar'ja Pačabut        | 247 kg |
| +75 kg  |                   |        |                       |         |                       |        |
| Strappo | Tat'jana Kaširina | 142 kg | Anastasija Lysenko    | 126 kg  | Andreea Aanei         | 120 kg |
| Slancio | Tat'jana Kaširina | 180 kg | Anastasija Lysenko    | 154 kg  | Andreea Aanei         | 141 kg |
| Totale  | Tat'jana Kaširina | 322 kg | Anastasija Lysenko    | 280 kg  | Andreea Aanei         | 261 kg |

## Medagliere

### Grandi (totale)
Riferito al totale dell'esercizio: 15 nazioni sono entrate nel medagliere.
| Posiz. | Nazione     | Oro | Argento | Bronzo | Totale |
| ------ | ----------- | --- | ------- | ------ | ------ |
| 1      | Ucraina     | 2   | 1       | 0      | 3      |
| 2      | Azerbaigian | 2   | 0       | 1      | 3      |
| 2      | Turchia     | 2   | 0       | 1      | 3      |
| 4      | Francia     | 1   | 1       | 2      | 4      |
| 4      | Polonia     | 1   | 1       | 2      | 4      |
| 6      | Armenia     | 1   | 1       | 1      | 3      |
| 7      | Moldavia    | 1   | 1       | 0      | 2      |
| 8      | Bielorussia | 1   | 0       | 3      | 4      |
| 9      | Georgia     | 1   | 0       | 0      | 1      |
| 9      | Lituania    | 1   | 0       | 0      | 1      |
| 9      | Spagna      | 1   | 0       | 0      | 1      |
| 12     | Russia      | 0   | 5       | 2      | 7      |
| 13     | Romania     | 0   | 2       | 1      | 3      |
| 14     | Germania    | 0   | 2       | 0      | 2      |
| 15     | Italia      | 0   | 1       | 2      | 3      |
| Totale | Totale      | 14  | 15      | 15     | 44     |

### Grandi (totale) e Piccole (Strappo e Slancio)
Riferito al totale dell'esercizio e delle due specialità: 18 nazioni sono entrate nel medagliere.
| Posiz. | Nazione     | Oro | Argento | Bronzo | Totale |
| ------ | ----------- | --- | ------- | ------ | ------ |
| 1      | Azerbaigian | 7   | 0       | 2      | 9      |
| 2      | Ucraina     | 6   | 3       | 1      | 10     |
| 3      | Turchia     | 5   | 3       | 2      | 10     |
| 4      | Spagna      | 4   | 1       | 0      | 5      |
| 5      | Polonia     | 3   | 3       | 4      | 10     |
| 6      | Bielorussia | 3   | 2       | 4      | 9      |
| 7      | Moldavia    | 3   | 1       | 2      | 6      |
| 8      | Georgia     | 3   | 0       | 0      | 3      |
| 8      | Lituania    | 3   | 0       | 0      | 3      |
| 10     | Francia     | 2   | 4       | 4      | 10     |
| 11     | Armenia     | 2   | 4       | 2      | 8      |
| 12     | Italia      | 1   | 2       | 5      | 8      |
| 13     | Russia      | 0   | 15      | 7      | 22     |
| 14     | Romania     | 0   | 4       | 6      | 10     |
| 15     | Germania    | 0   | 3       | 2      | 5      |
| 16     | Ungheria    | 0   | 0       | 2      | 2      |
| 17     | Lettonia    | 0   | 0       | 1      | 1      |
| 17     | Norvegia    | 0   | 0       | 1      | 1      |
| Totale | Totale      | 42  | 45      | 45     | 132    |

## Classifica a squadre

### Sistema di punteggio
Il sistema di punteggio è indicato dalla sommatoria dell'esercizio totale e delle due specialità in base allo schema adottato nel 1996:

### Categorie maschili
| Pos. | Squadra     | Punti |
| ---- | ----------- | ----- |
| 1    | Moldavia    | 520   |
| 2    | Russia      | 500   |
| 3    | Polonia     | 497   |
| 4    | Turchia     | 463   |
| 5    | Armenia     | 429   |
| 6    | Bielorussia | 425   |
| 7    | Ucraina     | 389   |
| 8    | Georgia     | 333   |
| 9    | Spagna      | 263   |
| 10   | Lituania    | 216   |
| 11   | Romania     | 214   |
| 12   | Francia     | 210   |
| 13   | Azerbaigian | 204   |
| 14   | Ungheria    | 202   |
| 15   | Italia      | 178   |
| 16   | Finlandia   | 159   |
| 17   | Lettonia    | 138   |
| 18   | Rep. Ceca   | 114   |
| 19   | Danimarca   | 106   |
| 20   | Israele     | 97    |
| 21   | Grecia      | 94    |
| 22   | Austria     | 75    |
| 23   | Cipro       | 67    |
| 24   | Germania    | 64    |
| 25   | Norvegia    | 60    |
| 26   | Serbia      | 59    |
| 27   | Estonia     | 59    |
| 28   | Slovacchia  | 51    |
| 29   | Irlanda     | 50    |
| 30   | Regno Unito | 47    |
| 31   | Slovenia    | 17    |
| 32   | Paesi Bassi | 15    |
| 33   | Belgio      | 14    |
| —    | Albania     | 0     |
| —    | Bulgaria    | 0     |
| —    | Croazia     | 0     |
| —    | Kosovo      | 0     |

### Categorie femminili
| Pos. | Squadra     | Punti |
| ---- | ----------- | ----- |
| 1    | Ucraina     | 478   |
| 2    | Russia      | 421   |
| 3    | Turchia     | 416   |
| 4    | Polonia     | 409   |
| 5    | Finlandia   | 346   |
| 6    | Italia      | 311   |
| 7    | Bielorussia | 283   |
| 8    | Spagna      | 271   |
| 9    | Irlanda     | 226   |
| 10   | Romania     | 205   |
| 11   | Danimarca   | 204   |
| 12   | Armenia     | 190   |
| 13   | Svezia      | 170   |
| 14   | Azerbaigian | 150   |
| 15   | Francia     | 141   |
| 16   | Rep. Ceca   | 131   |
| 17   | Germania    | 123   |
| 18   | Croazia     | 119   |
| 19   | Norvegia    | 116   |
| 20   | Ungheria    | 102   |
| 21   | Georgia     | 74    |
| 22   | Grecia      | 62    |
| 23   | Moldavia    | 59    |
| 24   | Belgio      | 54    |
| 25   | Regno Unito | 50    |
| 26   | Estonia     | 48    |
| 27   | Paesi Bassi | 10    |
| —    | Albania     | 0     |
| —    | Lituania    | 0     |